# Estación Revolución
Revolución es la quinta estación de la Línea 3 del Tren Ligero de Guadalajara en sentido sur-oriente a nor-poniente, y la décimo-cuarta en sentido opuesto. Es también una de las estaciones elevadas del Viaducto Guadalajara-Tlaquepaque de la Línea 3.
Esta estación se ubica sobre el cruce de la Avenida Revolución con la calle Ramón López Velarde, frente al centro comercial Plaza Revolución del que toma su nombre; en el Sector Reforma de Guadalajara.
El logotipo de la estación es una imagen estilizada de un cañón, en alusión a la Revolución Mexicana.

## Puntos de interés
- Centro Comercial Plaza Revolución.
- Centro de Desarrollo Comunitario Nº 21
- Iglesia del Nazareno Shalom
- Calle Ramón López Velarde (Calle 74)
- Parroquia de San Cristóbal (por Av. Justo Corro)

## Galería

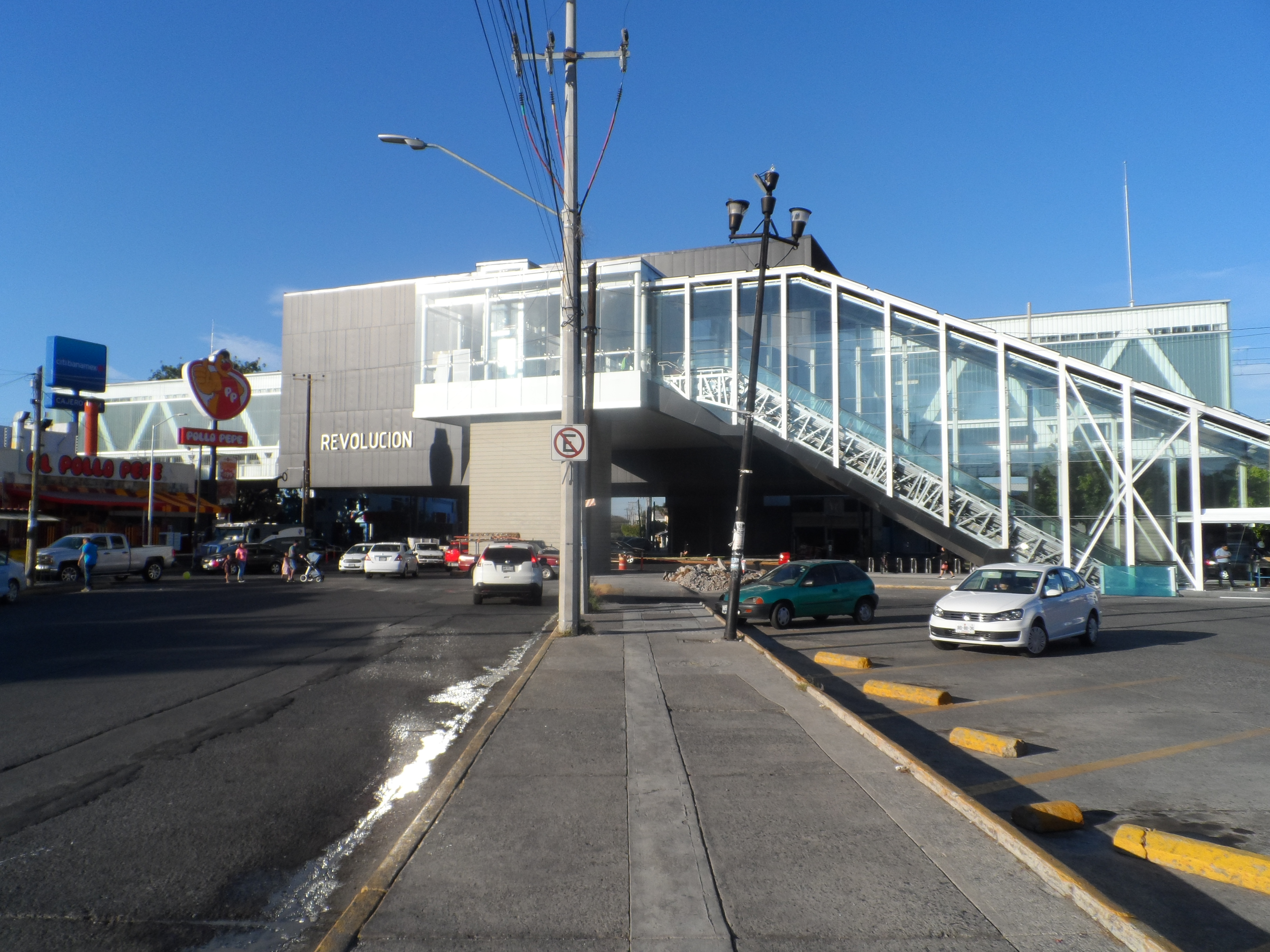
Vista externa de la estación Revolución.

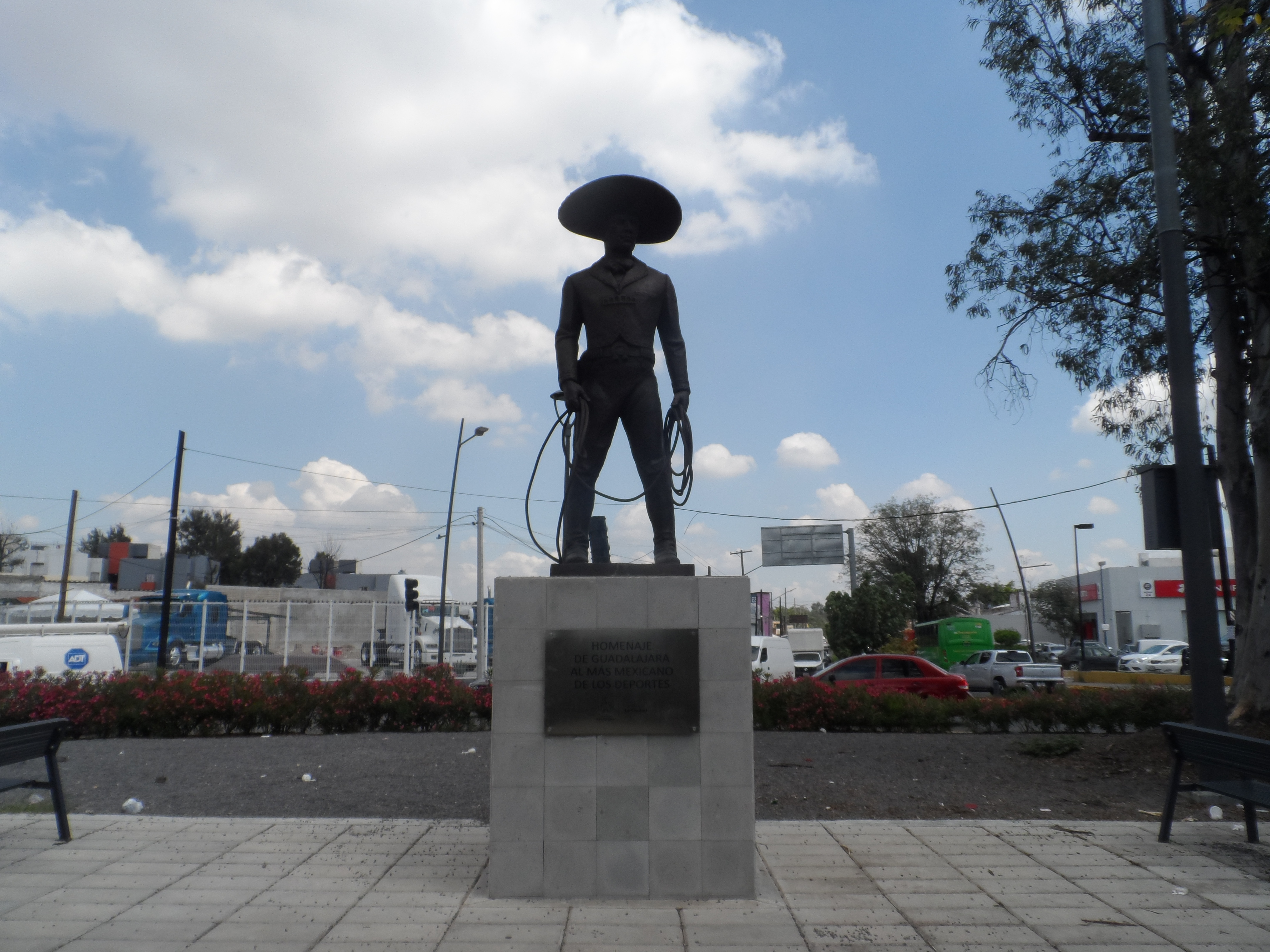
Estatua de El Charro, ubicada entre las estaciones Revolución y Río Nilo.